# Peter Pfeifenberger (Politiker)

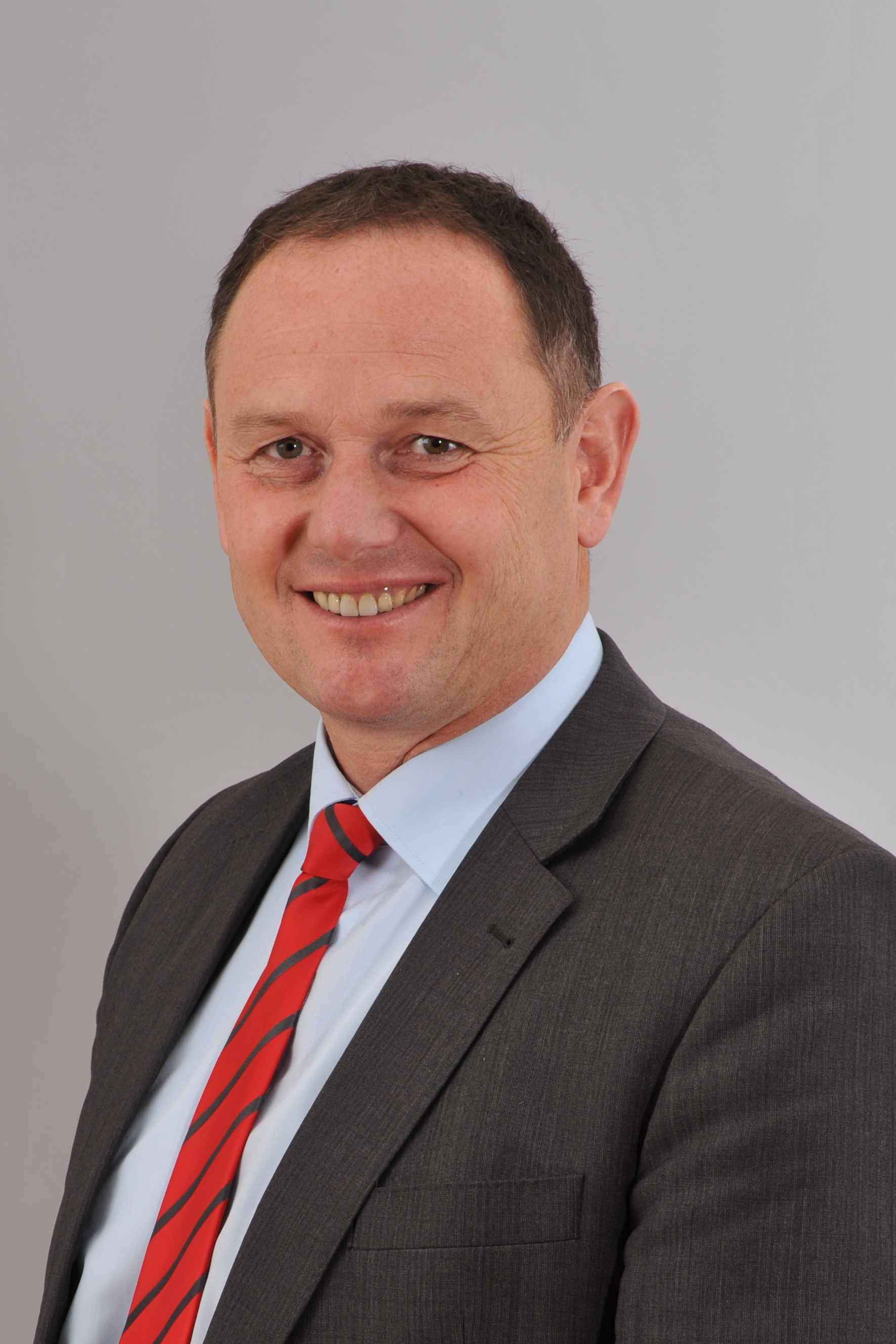
Peter Pfeifenberger (2012)

Peter Pfeifenberger (* 30. August 1964) ist ein österreichischer Politiker (SPÖ) und Polizist. Pfeifenberger war von 2004 bis 2013 Abgeordneter zum Salzburger Landtag.
Pfeifenberger ist Polizist und war von 1993 bis 1994 beim Cobra-Einsatzkommando tätig. Seit 2003 ist er stellvertretender Postenkommandant in Obertauern. Pfeifenberger wurde 2002 zum Bezirksvorsitzenden der Lungauer SPÖ gewählt und zudem Ortsparteichef der SPÖ St. Michael im Lungau. Bei der Landtagswahl 2004 wurde Pfeifenberger über ein Reststimmenmandat in den Salzburger Landtag gewählt und am 28. April 2004 angelobt. Pfeifenberger ist Bereichssprecher für regionale Infrastruktur und Zivilschutz. 